# Nebmarenakht
Nebmarenakht o Sahtenefer, fou djati (visir) de l'antic Egipte en temps de la dinastia XX, en els regnats de Ramsès IX, Ramsès X, i Ramsès XI.
El seu nom apareix esmentat a un fragment trobat a la tomba de Ramessesnakht, el gran sacerdot d'Amon. Va exercir el càrrec des d'almenys l'any 7è de Ramsès IX fins a l'any segon de Ramsès XI, i va morir amb uns 65 anys. El seu final no es coneix amb seguretat. Es creu que fou temporalment substituït per Khaemwaset entre l'any 14è i el 17è de Ramsès IX, però després restaurat.